# Полет 204 на „Чайна Еърлайнс“
Полет 204 на „Чайна Еърлайнс“ е вътрешен полет на къси разстояния от летище „Хуалиен“, Хуалиен, до международното летище „Чан Кайши“, Таоюан, Тайван, управляван от „Чайна Еърлайнс“. На 26 октомври 1989 г. малко след излитане самолетът „Боинг 737-209“, който изпълнява полета, се блъска в планината Чиашан на надморска височина от приблизително 2100 м и 5,5 км северно от летището. Всички 47 пътници и 7 членове на екипажа на борда са убити.
Основната причина за катастрофата е определена като пилотска грешка, тъй като опитният пилот и вторият с по-малко застават на грешна писта, грешка, която персоналът на наземния контрол не успява да забележи. След това самолетът изпълнява процедурата за излитане от правилната писта и в резултат на това машината прави ляв завой към планините, а не десен към морето.